# Azzo VI d’Este
Azzo VI d’Este (ok. 1170 - listopad 1212) – markiz Este 1193-1212, podesta Ferrary w 1196, 1205 i 1208 roku, podesta Padwy w 1199 roku, podesta Werony 1206/1207 i Mantui 1207/1208 i 1210/1211

## Życiorys
Azzo VI był synem Azza V i wnukiem Obizza I, markiza d’Este. Azzo V zmarł jeszcze za życia Obizza I. Obizzo miał oprócz Azza V cztery córki: Gersendę, Forę, Adelajdę i Tommasinę oraz syna Bonifacego. Po jego śmierci marchia esteńska przeszła jednak pod władzę wnuka Azza VI. W okresie swojej działalności wojskowo-politycznej Azzo VI trzykrotnie został podestą Ferrary w 1196, w 1205 i w 1208 roku. W 1199 roku został podestą Padwy. W latach 1206–1207 za zgodą comitis Sancti Bonifaci et Monticulorum przejął kontrolę nad Weroną zostając jej podestą. Dwukrotnie też w latach 1207-1208 i 1210-1211 podjął się, na podstawie umowy z mieszkańcami, bronić Mantui, obejmując funkcję podesty tego miasta. 20 stycznia 1210 roku cesarz, wywodzący się ze starszej linii Estów, Otto IV Welf mianował Azza markizem Ankony i księciem Loreto. 10 maja 1212 roku tytuł markiza Ankony potwierdził papież Innocenty III.
Azzo VI zasłynął z pielęgnowania obyczajów zachodniego rycerstwa. Na jego dworze odbywały się turnieje rycerskie i żywe były tradycje francuskiej literatury rycerskiej. Jako pierwszy we Włoszech sprowadził z południowej Francji trubadurów i zachwycał się ich poezją. Na dworze Azza VI działał Aimeric de Peguilhani, który opiewał wdzięki jego córki Beatrycze, którą nazywał najpiękniejszym kwiatem swoich czasów.
Azzo VI zmarł w listopadzie 1212 roku i został pochowany w klasztorze Vangadizza. Po jego śmierci władzę nad marchią esteńską objął jego najstarszy syn Aldobrandino I.

## Rodzina

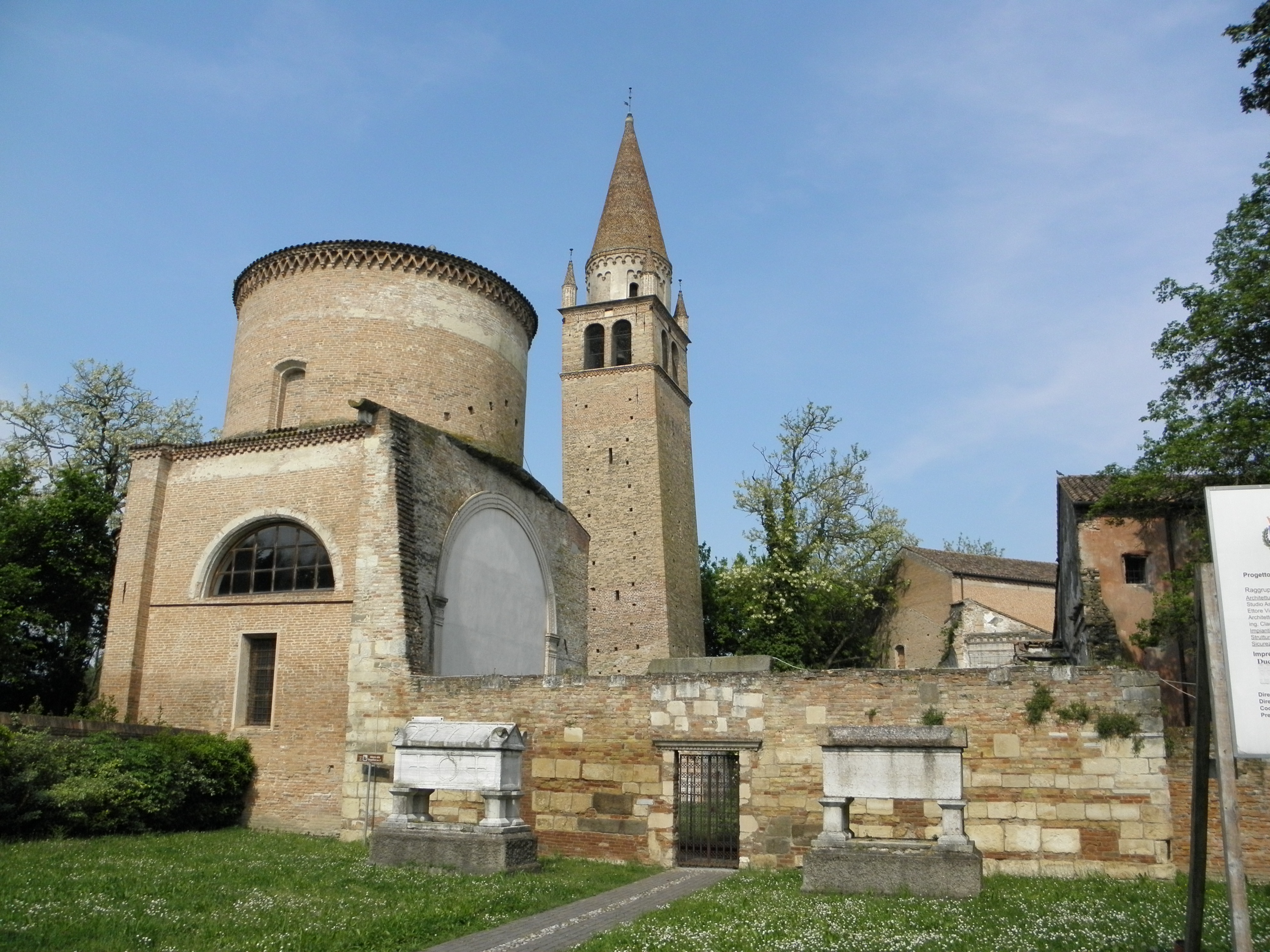
Opactwo Vangadizza w Badia Polesine. Po prawej sarkofag Azza VI i Alix de Châtillon

Azzo VI miał trzy żony. Z pierwszą nieznaną z imienia córką księcia Aldobrandino miał syna:
- Aldobrandina I (ok. 1190-1215), który w 1212 roku po śmierci ojca przejął marchię esteńską i tytuł markiza Ankony. W 1212 roku został podestą Ferrary, a w latach 1212-1213 także podestą Werony i Mantui. Jego córka Beatrycze, urodzona w 1215 roku, poślubiła 14 maja 1234 roku króla węgierskiego Andrzeja II. Po jego śmierci w 1235 roku powróciła do Włoch.

Z drugą żoną Zofią de Maurienne, córką Humberta III księcia Maurienne i Sabaudii miał córkę:
- Beatrycze (1192 - 10 maja 1226), która w 1221 roku została mniszką, a następnie opatką klasztoru w Gemmoli. Zmarła 10 maja 1226 roku. Została pochowana w Padwie w kościele Santa Sofia, a następnie przeniesiona do Ferrary do kościoła Santa Tecla.

Z trzecią żoną Alix de Châtillon, córką Renaud de Châtillon-sur-Loing, byłego księcia Antiochii, miał dwoje dzieci:
- syna Azza VII (ok 1205/1210 - 17 lutego 1264) – markiza d’Este od 1215 roku, signora Ferrary od 1240 roku
- i córkę Konstancję (ur. prawd. w listopadzie 1212 - zm. przed 8 listopada 1216)[1]